# قصة کیوجو
قصة كيوجو (بالصينية: 秋菊打官司) هو فيلم دراما كوميدي صيني من إخراج زانج ييمو. وبطولة غونغ لي. الفيلم مقتبس من رواية صينية للكاتب يوان بن تشن.
فاز الفيلم بجائزة الأسد الذهبي في مهرجان البندقية السينمائي عام 1992.

## القصة
يحكي الفيلم قصة الفلاحة كيوجو التي تعيش في منطقة ريفية في الصين. عندما يتعرض زوجها للضرب من قبل رئيس القرية، تسافر كيوجو، على الرغم من حملها، إلى البلدة القريبة، ثم إلى المدينة الكبيرة فيما بعد للتعامل مع البيروقراطيين فيها وتحقيق العدالة.

## روابط خارجية
- قصة کیوجو على موقع IMDb (الإنجليزية)
- قصة کیوجو على موقع الموسوعة البريطانية (الإنجليزية)
- قصة کیوجو على موقع روتن توميتوز (الإنجليزية)
- قصة کیوجو على موقع نتفليكس (الإنجليزية)
- قصة کیوجو على موقع ألو سيني (الفرنسية)
- قصة کیوجو على موقع Turner Classic Movies (الإنجليزية)
- قصة کیوجو على موقع أول موفي (الإنجليزية)
- قصة کیوجو على موقع بوكس أوفيس موجو (الإنجليزية)
- قصة کیوجو على موقع فيلمافينيتي (الإسبانية)
- قصة کیوجو على موقع قاعدة بيانات الأفلام السويدية (السويدية)